# Parti dominicain
Le Partido Dominicano (Parti Dominicain) est un parti politique dominicain fondé par Rafael Trujillo qui de 1931 à 1961 fut le parti unique de la République dominicaine.

## Historique
Le Parti dominicain fut fondé par Rafael Trujillo le 2 août 1931, l'année de son arrivée au pouvoir. Il devint le seul parti autorisé en République dominicaine. Le 16 août 1935 fut créée la station : La Voz del Partido Dominicano (La Voix du Parti dominicain) qui fut son principal moyen de propagande. Le symbole du parti est une palme. Plus tard, le carnet de membre du parti se convertit en un document obligatoire pour tous les dominicains majeurs. Régulièrement, les patrouilles militaires qui parcourent la ville exigent aux citoyens « les trois coups » :
- La carte d’identification personnelle
- Le certificat du service militaire obligatoire
- Le carnet de membre du PD, familièrement appelé « la palmita ».

Qui ne peut pas présenter ces trois documents peut être accusé de délit de vagabondage. 20 % des salaires des employés publics est remis au Parti.